# Razem (album Snuz)
Razem – debiutancki album studyjny polskiej grupy hip-hopowej Snuz. Wydawnictwo ukazało się 18 stycznia 1999 roku nakładem S.P. Records.
Płytę poprzedził wydany w grudniu 1998 roku singel do utworu „Wiatr w ciemnościach”. Piosenka dotarła do 2. miejsca Szczecińskiej Listy Przebojów Polskiego Radia.
W 1999 roku album uzyskał nominację do nagrody polskiego przemysłu fonograficznego Fryderyka w kategorii „najlepszy album rap/hip-hop”.

## Lista utworów
Opracowano na podstawie materiału źródłowego.
Album
1. „Upalne lato miejskie” (gościnnie: Jola Szczepaniak) – 5:24
2. „A Co Ho?” – 3:55
3. „Stylowanie” – 6:44
4. „Inne historie” – 2:28
5. „Respektuj” – 4:05
6. „Wiatr w ciemnościach” (gościnnie: Grzegorz Jabloński, Natasza Kurek) – 5:00
7. „Ludzie z przeszłości” – 2:45
8. „Fazy” (gościnnie: Wini) – 2:41
9. „Marcello” – 4:43
10. „XXX” – 6:19
11. „Pieniądze” (gościnnie: Wini) – 5:50
12. „I jeszcze raz” – 2:48
13. „Prawda” (gościnnie: Jola Szczepaniak) – 5:55
14. „Razem-Sir” (gościnnie: Jola Szczepaniak, Łukasz Górewicz) – 11:32

Singel
| Wiatr w ciemnościach |
| --- |
| 1. „Wiatr w ciemnościach” (produkcja: Cytrus) – 4:46 2. „Wiatr w ciemnościach” (Valioom Remix) – 5:47 3. „Wiatr w ciemnościach” (600V Remix) – 3:18 4. „Ludzie z przeszłości” (Macuk Inaczej Mix) – 3:36 5. „Ludzie z przeszłości” (produkcja: Cytrus) – 2:45 6. „Ludzie z przeszłości” (Instrumental) (produkcja: Cytrus) – 3:51 |